# جوشوا غرينير
جوشوا غرينير (بالإنجليزية: Joshua Grenier)‏ هو لاعب كرة قدم أمريكي، ولد في 16 يوليو 1979 في مانشستر في الولايات المتحدة. لعب مع نادي كوبلنتس.

## وصلات خارجية
- جوشوا غرينير على موقع قاعدة بيانات كرة القدم.إي يو (الإنجليزية)
- جوشوا غرينير على موقع بيانات كرة القدم. دي إي (الألمانية)
- جوشوا غرينير على موقع Soccerway.com (الإنجليزية)